# Святая Виола
Виола  — дева, мученица веронская. День памяти — 3 мая.
Хотя это имя, которое в таких вариантах как Виолетта и Иола, часто используется, о святой, носящей имя Виола, известно очень мало.
Это имя упоминается учёным агиографом Филиппо Феррари, который в своём томе Catalogus Sanctorum Italiae, опубликованном в Милане в 1613 году, сообщает, что прочитал в святцах веронской Церкви это имя девы и мученицы, жившей в этом городе.
Имя святой Виолы не упоминается в современном Martyrologium Romanum. Однако день её памяти в Вероне и в провинции Веронезе приходится на 3 мая. Проводится ежегодная ярмарка святой Виолы, и, вероятно, ей посвящено сколько-то храмов[сколько?], в частности, в Черро-Веронезе (Лессиния).